# Хайнрих III фон Хенеберг
Хайнрих III (I) фон Хенеберг-Шлойзинген (на немски: Heinrich III (I) von Heinrich von Henneberg-Schleusingen; * ок. 1210 в Хенеберг, Тюрингия; † 9 април 1262) от род Хенеберги е граф на Хенеберг-Шлойзинген.

## Произход и наследство
Той е син на граф Попо VII фон Хенеберг († 1245), бургграф на Вюрцбург, и първата му съпруга Елизабет фон Вилдеберг († 1220). По-голям полубрат е на Херман I фон Хенеберг.
През 1274 г. род Дом Хенеберг се разделя на линиите Хенеберг-Шлойзинген, Хенеберг-Ашах-Рьомхилд и Хенеберг-Хартенберг. Хенеберг-Шлойзинген съществува най-дълго до 1583 г. При подялбата Хайнрих получава графство Хенеберг-Шлойзинген.

## Фамилия
Първи брак: с Елизабет фон Тек. Те имат децата:
- Хайнрих IV фон Хенеберг (II) (ок. 1252 – 1292/1317), граф на Хенеберг-Рьомхилд, женен I. за Маргарета фон Майсен, II. за Кунигунда фон Вертхайм
- Амалия фон Хенеберг, омъжена за Зигмунд фон Анхалт
- Юта фон Хенеберг († 1303)
- София фон Хенеберг († сл. 1313), омъжена за Фридрих фон Хоенлое-Вернсберг († 1290)
- Алхайдис фон Хенеберг, омъжена за Лудвиг IV фон Ринек

Втори брак: със София фон Майсен (* ок. 1220; † 17 март 1280), дъщеря на маркграф Дитрих фон Майсен и съпругата му Юта Тюрингска, която от 1223 г. е втората съпруга на баща му. Те имат децата:
- Бертолд V (III) (* ок. 1245 – 1284), граф на Хенеберг-Шлойзинген, женен 1268 г. за София фон Шварцбург († 1279), дъщеря на граф Гюнтер VII фон Шварцбург-Бланкенбург († 1274)
- Херман II фон Хенеберг (ок. 1250 – 1292), граф на Хенеберг-Ашах, женен за Аделхайд фон Тримберг († 1318)
- Мехтхилд фон Хенеберг, омъжена I. за Хайнрих фон Тримберг († 1236), II. за граф Готфрид фон Райхенбах